# Losicha
La Losicha (in russo Лосиха?) è un fiume della Russia siberiana meridionale, affluente di destra dell'Ob'. Scorre nei rajon Kosichinskij e Pervomajskij del Territorio dell'Altaj.

## Descrizione
Il fiume ha origine ai margini occidentali dell'altopiano della Bija e del Čumyš (altopiano Bijsko-Čumyškaja), presso l'insediamento di Losicha, 35 chilometri a nord-est del villaggio di Kosicha. A Kosicha incontra il suo maggior affluente (di destra), la Malaja Losicha, lungo 91 km, tocca poi il villaggio di Malachovo, riceve da destra la Žilicha, passa a sud di Novoaltajsk e sfocia nell'Ob' entro il territorio di Barnaul.
La Losicha ha una lunghezza di 150 km e il suo bacino è di 1 520 km².
Scorre per lo più in direzione ovest/sud-ovest in un territorio piatto e parzialmente paludoso. Nei tratti inferiori, il fiume è dotato di una diga artificiale e di un sistema di l'irrigazione per i terreni agricoli adiacenti.